# シャルリー (シェール県)
シャルリー （Charly）は、フランス、サントル＝ヴァル・ド・ロワール地域圏、シェール県のコミューン。

## 地理
コミューン内をシェール川の支流エラン川が横切る。

## 歴史
13世紀、教区の名はCharliacoであり、住民の呼称はCharliacoisと記されている。
教区は聖サンフォリアンの言葉の庇護下にあり、管轄するリモージュのベネディクト会派女子修道院長が、任命権を持っていた。
1485年に小修道院長ジャクリーヌ・ド・ブランシュフォールが帰天するまで、修道生活に関する何の記録も見つけることができなかった。
1626年、シャルリーの領主権を所有していたムラン＝ポルシェ家は、権利を尼僧たちに授けた。1793年、尼僧たちは自分たちの修道院から退去させられ、建物は国家資産として売却された。教会はその後、全ての信仰の実施に開かれた場所となった。教会の南側にあった修道院建物は、回廊と礼拝堂を備え5つの建物で構成されていたが、完全に破壊されている。

## 人口統計
| 1962年 | 1968年 | 1975年 | 1982年 | 1990年 | 1999年 | 2008年 | 2014年 |
| ------ | ------ | ------ | ------ | ------ | ------ | ------ | ------ |
| 399    | 364    | 273    | 272    | 252    | 257    | 226    | 254    |

参照元:1962年から1999年までは複数コミューンに住所登録をする者の重複分を除いたもの。それ以降は当該コミューンの人口統計によるもの。1999年までEHESS/Cassini、2006年以降INSEE。